# Gribowski G-27
Die Gribowski G-27 (russisch Грибовский Г-27) war ein Flugzeug des sowjetischen Flugzeugkonstrukteurs Wladimir Gribowski.

## Entwicklung
Der dreisitzige, ganz aus Holz hergestellte Tiefdecker mit Einziehfahrwerk wurde als Besatzungstrainer für mehrmotorige Flugzeuge entwickelt. Dazu verfügte die Maschine über einen Bombenschacht und eine Reihe von Bombenschlössern für Übungsbomben. In der verglasten Nase war Platz für den Navigator oder Bombenschützen. Die Maschine verfügte über ein Doppelsteuer. Die verwendeten M-11-Motoren wurden später durch stärkere M-11E mit 118 kW (160 PS) ersetzt.
1938 wurde die Maschine im OSSOAWIACHIM-Segelflugzeugwerk in Tuschino fertiggestellt. Der Erstflug fand am 10. Februar 1939 durch Fedosjejew statt. Bei den Versuchsflügen ließ sich das Einziehfahrwerk noch nicht betätigen, weil wichtige Teile fehlten. Aufgrund der hohen Flächenbelastung war die Maschine insbesondere im Langsamflug schwierig zu beherrschen. Nach einigen Versuchen wurde die Maschine eingemottet, da Gribowski zur Lastenseglerentwicklung abkommandiert worden war und mit der Jakowlew UT-3 ein vergleichbares Flugzeug bereits in Serienfertigung war.

## Technische Daten
| Kenngröße             | Daten                 |
| --------------------- | --------------------- |
| Länge                 | 6,99 m                |
| Spannweite            | 10,60 m               |
| Höhe                  | 2,57 m                |
| Flügelfläche          | 17,00 m²              |
| Flügelstreckung       | 6,6                   |
| Leermasse             | 900 kg                |
| Startmasse            | maximal 1300 kg       |
| Höchstgeschwindigkeit | 240 km/h in Bodennähe |
| Reisegeschwindigkeit  | 200 km/h              |
| Landegeschwindigkeit  | 80 km/h               |
| Dienstgipfelhöhe      | 4000 m                |
| Reichweite            | 600 km                |
| Triebwerke            | 2 × Schwezow M-11     |
| Leistung              | je 74 kW (ca. 100 PS) |
| Startleistung         | je 81 kW (110 PS)     |